# Festival du film de Los Angeles 2013
Le festival du film de Los Angeles 2013, la 19e édition du festival (19th annual Los Angeles Film Festival (LAFF) ou LA Film Fest), s'est tenu du 13 au 23 juin 2013.

## Sélection

### Narrative Competition
- All Together Now d'Alexander Mirecki  États-Unis
- Forev de Molly Green et James Leffler  États-Unis
- Forty Years From Yesterday de Rodrigo Ojeda-Beck et Robert Machoian  États-Unis
- Four Dogs de Joe Burke  États-Unis
- Goodbye World de Denis Henry Hennelly  États-Unis
- The House that Jack Built de Henry Barrial  États-Unis
- I.D. de Kamal K.M  Inde
- Mother, I Love You (Mammu, Es Tevi Milu) de Janis Nords  Lettonie
- My Sister's Quinceañera de Aaron Douglas Johnston  Pays-Bas
- Pollywogs de Karl Jacob et T. Arthur Cottam  États-Unis
- Winter In the Blood de Alex Smith et Andrew Smith  États-Unis
- Workers de José Luis Valle  Mexique[1]

### Documentary Competition
- All of Me d'Alexandra Lescaze  États-Unis
- American Revolutionary: The Evolution of Grace Lee Boggs de Grace Lee  États-Unis
- Code Black de Ryan McGarry  États-Unis
- The Island of St. Matthews de Kevin Jerome Everson  États-Unis
- Llyn Foulkes One Man Band de Tamar Halpern et Chris Quilty  États-Unis
- My Stolen Revolution de Nahid Persson Sarvestani  Norvège  Suède  Royaume-Uni  États-Unis
- The New Black de Yoruba Richen  États-Unis
- Purgatorio de Rodrigo Reyes  Mexique
- Rain de Olivia Rochette et Gerard-Jan Claes  Belgique
- Tapia de Eddie Alcazar  États-Unis[2]

### Hors compétition

#### Galas
- I'm So Excited! (Los amantes pasajeros) de Pedro Almodóvar  Espagne (film d'ouverture)
- Cet été-là de Nat Faxon et Jim Rash  États-Unis (film de clôture)[3]
- Fruitvale Station de Ryan Coogler  États-Unis
- Levitated Mass: The Story of Michael Heizer's Monolithic Sculpture de Doug Pray  États-Unis
- Only God Forgives de Nicolas Winding Refn  France  Danemark  Thaïlande[4]

#### International Showcase
- The Act of Killing de Joshua Oppenheimer  Danemark
- Black Out de Eva Weber  Royaume-Uni
- Boxing Day de Bernard Rose  Royaume-Uni
- La Belle Endormie (Bella addormentata) de Marco Bellocchio  France  Italie
- Drug War (Du Zhan) de Johnnie To  Chine
- Ernest et Célestine de Benjamin Renner, Vincent Patar et Stéphane Aubier  France
- The Expedition to the End of the World (Ekspeditionen Til Verdens Ende) de Daniel Dencik  Danemark
- La Cinquième Saison de Peter Brosens et Jessica Woodworth  Belgique  Pays-Bas  France
- House With a Turret de Eva Neïman  Ukraine
- The Moo Man de Andy Heathcote et Heike Bachelier  Allemagne  Royaume-Uni
- Haewon et les hommes (Nugu-ui ttal-do anin Haewon) de Hong Sang-soo  Corée du Sud
- Syngué sabour. Pierre de patience (سنگ صبور) de Atiq Rahimi  France  Allemagne  Afghanistan
- Wadjda (وجدة) de Haifaa al-Mansour  Arabie saoudite  Royaume-Uni
- Quand je t'ai vu (Lamma shoftak) de Annemarie Jacir  Palestine  Jordanie  Émirats arabes unis  Grèce
- The Women and the Passenger (Las Mujeres del Pasajero) de Valentina Mac-Pherson et Patricia Correa  Chili[5]

#### Summer Showcase
- Ain't Them Bodies Saints de  David Lowery  États-Unis
- Brothers Hypnotic de Reuben Atlas  Pays-Bas
- Casting By de Tom Donahue  États-Unis
- Concussion de Stacie Passon  États-Unis
- The Crash Reel de Lucy Walker  États-Unis
- Crystal Fairy de Sebastian Silva  Chili
- Europa Report de Sebastián Cordero  États-Unis
- First Cousin Once Removed de Alan Berliner  États-Unis
- Harry Dean Stanton: Partly Fiction de Sophie Huber  Suisse
- In a World… de Lake Bell  États-Unis
- Our Nixon de Penny Lane  États-Unis
- Our Vinyl Weighs A Ton (This Is Stones Throw Records) de Jeff Broadway  États-Unis
- States of Grace (Short Term 12) de Destin Daniel Cretton  États-Unis
- The Spectacular Now de James Ponsoldt  États-Unis
- Venus Vs. de Ava DuVernay  États-Unis[6]

## Palmarès
- Prix du cinéaste pour le meilleur film[7] : Mother, I Love You de Janis Nords  Lettonie
- Prix du cinéaste pour le meilleur film documentaire : Code Black de Ryan McGarry  États-Unis
- Prix du public pour le meilleur film : States of Grace (Short Term 12) de Destin Daniel Cretton  États-Unis
- Prix du public pour le meilleur film documentaire : American Revolutionary: The Evolution of Grace Lee Boggs de Grace Lee  États-Unis
- Prix du public pour le meilleur film international : Wadjda de Haifaa al-Mansour  Arabie saoudite
- Meilleure performance dans un long métrage en compétition : Geetanjali Thapa dans I.D.  Inde
- Meilleur court métrage : Walker de Tsai Ming-liang  Taïwan
- Meilleur court métrage documentaire : Stone de Kevin Jerome Everson  États-Unis
- Meilleur court métrage d'animation/expérimental : Oh Willy… de Emma De Sweaf et Marc James Roels  Belgique  France  Pays-Bas
- Prix du public pour le meilleur court métrage : Grandpa and Me and a Helicopter to Heaven de Åsa Blanck et Johan Palmgren  Suède